# Francheville (Marne)
Francheville ist eine französische Gemeinde mit 192 Einwohnern (Stand: 1. Januar 2022) im Département Marne in der Region Grand Est (vor 2016: Champagne-Ardenne). Die Gemeinde gehört zum Arrondissement Châlons-en-Champagne und zum Kanton Châlons-en-Champagne-3. 

## Geographie
Francheville liegt etwa 15 Kilometer südöstlich des Stadtzentrums von Chalons-en-Champagne. Umgeben wird Francheville von den Nachbargemeinden Marson im Norden, Dampierre-sur-Moivre im Osten, La Chaussée-sur-Marne im Süden und Südwesten, Omey im Südwesten sowie Pogny im Westen und Südwesten.

## Bevölkerungsentwicklung
| Jahr                       | 1962 | 1968 | 1975 | 1982 | 1990 | 1999 | 2006 | 2011 | 2018 |
| Einwohner                  | 145  | 157  | 130  | 152  | 156  | 169  | 202  | 222  | 202  |
| Quellen: Cassini und INSEE |      |      |      |      |      |      |      |      |      |

## Sehenswürdigkeiten
- Kirche Saint-Nicolas-Saint-Gérald aus dem 12. Jahrhundert, seit 1937 Monument historique

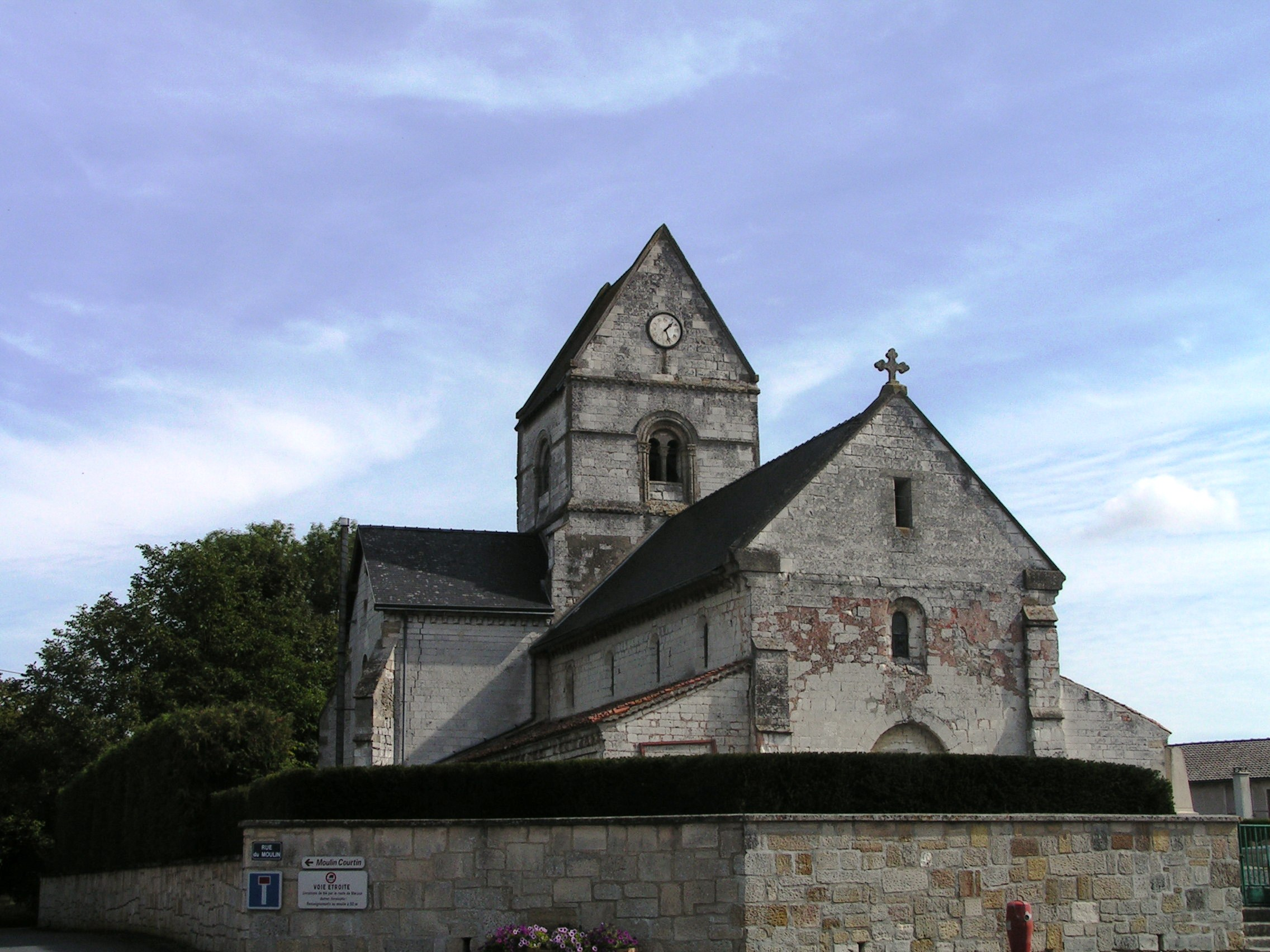
Kirche Saint-Nicolas-Saint-Gérald